# デイズイン
デイズ イン（英: Days Inns Worldwide, Inc.）はウィンダムワールドワイド(英語: Wyndham Worldwide)が国際的に展開しているホテルチェーンである。『太陽の下で最高の価値』
をモットーに現在、19カ国で300以上のホテルを運営している。

## 概要
1970年にジョージア州ティビーアイランドでセシル・バーク・デイ(英:Cecil Burke Day)によって設立されて以来、国際的に展開するまでになった。
アメリカやヨーロッパを中心に展開しており、日本においての展開は行っていない。無料の空港送迎や無線LANもあり、比較的料金も安く小規模なホテルも多いためモーテルというふうに考えてもいいだろう。またデイズインが展開している国は以下の通りである。
- アルゼンチン
- カナダ
- 中国
- コロンビア
- エジプト
- インド
- アイルランド
- イタリア
- ヨルダン
- メキシコ
- パキスタン
- フィリピン
- 南アフリカ
- イギリス
- アメリカ
- ウルグアイ
- グリーンランド
- ニュージーランド
- バクー